# Somatina prouti
Somatina prouti är en fjärilsart som beskrevs av Antonius Johannes Theodorus Janse 1934. Somatina prouti ingår i släktet Somatina och familjen mätare. Inga underarter finns listade i Catalogue of Life.